# Hot in It
Hot in It è un singolo del DJ olandese Tiësto e della cantante inglese Charli XCX, pubblicato nel 2022 ed estratto dal settimo album in studio di Tiësto Drive (2023).

## Video musicale
Il video è stato diretto da Hannah Lux Davis.

## Tracce
Testi e musiche di Tijs Verwest, Charlotte Aitchison, Kiddo, Frank Nobel, Hight, Linus Nordstrom.
1. Hot in It – 2:09

## Classifiche
| Classifica (2022) | Posizione massima |
| ----------------- | ----------------- |
| Canada            | 85                |
| Germania          | 76                |
| Irlanda           | 27                |
| Paesi Bassi       | 19                |
| Regno Unito       | 24                |
| Svezia            | 56                |